# كأس تونس لكرة القدم للسيدات 2011–12
كأس تونس لكرة القدم للسيدات 2011–12 هو الموسم رقم 8 من كأس تونس لكرة القدم للسيدات. تنظمها الجامعة التونسية لكرة القدم والرابطة الوطنية لكرة القدم النسائية.
فاز بهذا الموسم نادي نادي الخطوط التونسية.

## روابط خارجية
- صفحة كأس تونس لكرة القدم للسيدات على موقع كوووة.
- الموقع الرسمي للجامعة التونسية لكرة القدم.
- كأس تونس لكرة القدم للسيدات على موقع مؤسسة إحصاءات وثيقة لرياضة كرة القدم